# Bothus mancus
 Bothus mancus és un peix teleosti de la família dels bòtids i de l'ordre dels pleuronectiformes.

## Morfologia
Pot arribar als 45 cm de llargària total.

## Distribució geogràfica
Es troba des de les costes de Sud-àfrica fins a Hawaii, l'Illa de Pasqua, el sud del Japó, l'Illa de Clipperton i les Illes Cocos.